# Stephen Williams
Stephen Williams é um diretor canadense e de cinema e televisão. Williams dirigiu vários programas da televisão norte-americana, incluindo a série de drama da ABC, Lost, aonde ele é co-produtor executivo.

## Trabalhos
- Watchmen (2019) Série de TV
  - episódio 1.03 "She Was Killed By Space Junk"
  - episódio 1.06 "This Extraordinary Being"
- Lost (2004) Série de TV
  - episódio 1.11 "All the Best Cowboys Have Daddy Issues"
  - episódio 1.20 "Do No Harm"
  - episódio 2.02 "Adrift"
  - episódio 2.05 "...And Found"
  - episódio 2.08 "Collision"
  - episódio 2.11 "The Hunting Party"
  - episódio 2.14 "One of Them"
  - episódio 2.17 "Lockdown"
  - episódio 2.22 "Three Minutes"
  - episódio 3.03 "Further Instructions"
  - episódio 3.04 "Every Man for Himself"
  - episódio 3.07 "Not in Portland"
  - episódio 3.11 "Enter 77"
  - episódio 3.14 "Exposé"
  - episódio 3.17 "Catch-22"
  - episódio 3.21 "Greatest Hits"
- Kevin Hill (2004) Série de TV
- Las Vegas (2003) Série de TV
  - episódio 2.05 "Good Run of Bad Luck"
- Playmakers (2003) Série de TV
- 1-800-Missing (2003) Série de TV
- Odyssey 5 (2002) Série de TV
- Verdict in Blood (2002) (TV)
- A Killing Spring (2002) (TV)
- Crossing Jordan (2001) Série de TV 
  - episódio 2.12 "Perfect Storm"
  - episódio 2.21 "Pandora's Trunk, Part 1"
  - episódio 3.05 "Dead or Alive"
  - episódio 3.07 "Missing Pieces"
  - episódio 3.12 "Dead in the Water"
- Blue Murder (2001) Série de TV
- Dark Angel (2000) Série de TV
- Soul Food: The Series (2000) Série de TV
- Harry's Case (2000) (TV)
- Milgaard (1999) (TV)
- Earth: Final Conflict (1997) Série de TV
  - episódio 1.17 "Devil You Know, The"
- Shadow Zone: My Teacher Ate My Homework (1997)
- PSI Factor: Chronicles of the Paranormal (1996) Série de TV
- Shadow Zone: The Undead Express (1996) (TV)
- Soul Survivor (1995)
- Exploring Ontario's Provincial Parks (1993) (mini) Série de TV
- A Variation on the Key 2 Life (1993)
- 21 Jump Street (1987) Série de TV